# Trachyloma diversinerve
Trachyloma diversinerve là một loài Rêu trong họ Pterobryaceae. Loài này được Hampe miêu tả khoa học đầu tiên năm 1881.